# Municipio de Ozark (Kansas)
El municipio de Ozark (en inglés: Ozark Township) es un municipio ubicado en el condado de Anderson en el estado estadounidense de Kansas. En el año 2010 tenía una población de 578 habitantes y una densidad poblacional de 6,22 personas por km².

## Geografía
El municipio de Ozark se encuentra ubicado en las coordenadas 38°4′50″N 95°21′18″O / 38.08056, -95.35500. Según la Oficina del Censo de los Estados Unidos, el municipio tiene una superficie total de 92.93 km², de la cual 92,29 km² corresponden a tierra firme y (0,68 %) 0,63 km² es agua.

## Demografía
Según el censo de 2010, había 578 personas residiendo en el municipio de Ozark. La densidad de población era de 6,22 hab./km². De los 578 habitantes, el municipio de Ozark estaba compuesto por el 94,81 % blancos, el 1,21 % eran afroamericanos, el 0,17 % eran amerindios, el 0,17 % eran asiáticos, el 1,21 % eran de otras razas y el 2,42 % eran de una mezcla de razas. Del total de la población el 1,38 % eran hispanos o latinos de cualquier raza.